# Thaypan
Thaypan är ett utdött australiskt språk. Thaypan talades i Queensland. Thaypan tillhörde de pama-nyunganska språken.